# Ampalu (Koto Salak)
Ampalu is een bestuurslaag in het regentschap Dharmasraya van de provincie West-Sumatra, Indonesië. Ampalu telt 2609 inwoners (volkstelling 2010).